# Heteropsammia cochlea
Espèce
Statut CITES
Statut de conservation UICN

 LC  : Préoccupation mineure
Heteropsammia cochlea, communément nommé dent de cochon en huit, est un petit corail solitaire de la famille des Dendrophylliidae natif du bassin Indo-Pacifique.

## Description
Ce petit corail solitaire non fixé au substrat, dont le diamètre n'excède pas 2,5 cm, possède une forme bien particulière le rendant facilement identifiable. En effet, vues du dessus la ou les deux corallites (squelette externe d'un polype de corail en forme de coupe)ont une forme de huit.
La base en contact avec le fond est relativement circulaire et selon la nature du substrat elle est soit plate ou légèrement bombée. 
La base est percée d'un orifice qui abrite un vers commensal de la famille des Aspidosiphonidae.
La couleur d'ensemble est jaunâtre, grisâtre ou verdâtre.
Les tentacules du polype sont observables bien déployés surtout de nuit.

## Distribution & habitat
La dent de cochon en huit est présent dans les eaux tropicales et subtropicales de la partie occidentale du Bassin Indo-Pacifique soit des côtes orientales de l'Afrique, Mer Rouge incluse, aux Philippines et des iles méridionales du Japon à la Nouvelle-Calédonie,.
Cette espèce apprécie les fonds meubles plans ou avec une faible pente et ce depuis un mètre à 40 mètres de profondeur .

## Biologie
La dent de cochon en huit est une espèce commune qui peut être relativement abondante dans certains secteurs.
Elle peut avoir une reproduction sexuée avec émission de gamètes dans l'eau ou asexuée par bourgeonnement d'un nouvel individu à partir du "corps parent". Il est important de noter qu'il n'y a pas de dimorphisme sexuel apparent entre mâles et femelles.
Lorsque la reproduction a eu lieu en pleine eau, la larve a un premier stade de vie planctonique avant de se poser et de se développer sur la coquille d'un microgastéropode qu'elle recouvrera entièrement durant sa croissance.
Pour survivre dans son biotope particulier et éviter l'enlisement, ce corail vit en association commensale obligatoire avec un petit ver tubulaire de la famille des Aspidosiphonidae, Aspidosiphon jukesi, qui se loge sous la base du corail. Ses déplacements afin de rechercher sa nourriture permet donc au corail d'éviter d'être enseveli. Par contre, le corail est totalement dépendant et passif vis-à-vis des déplacements de son hôte.
Ce petit corail abrite souvent aussi une petite moule parasite, Lithophaga lessepsiana.